# Вісмут (футбольний клуб, Гера)
«Вісмут» (нім. BSG Wismut) — футбольний клуб з міста Гера, Німеччина. Він був створений у 2009 році з ФК «Гера Зюд», який у свою чергу був створений у 2007 році в результаті злиття футбольних клубів ФК «Блау-Вайс Гера» (нім. FC «Blau-Weiß Gera») та КФК «Динамо Гера» (нім. Geraer KFC Dynamos) з футбольним відділенням 1. СК «Гера» (нім. 1. «SV Gera»). Останній став наступником колишнього спортивного товариства підприємства (нім. Betriebssportgemeinschaft) «Вісмут» Гера.